# Kościół Zmartwychwstania Pańskiego w Piekarach Śląskich
Kościół Zmartwychwstania Pańskiego – kościół będący częścią Kalwarii Piekarskiej. Znajduje się w Piekarach Śląskich, w województwie śląskim.

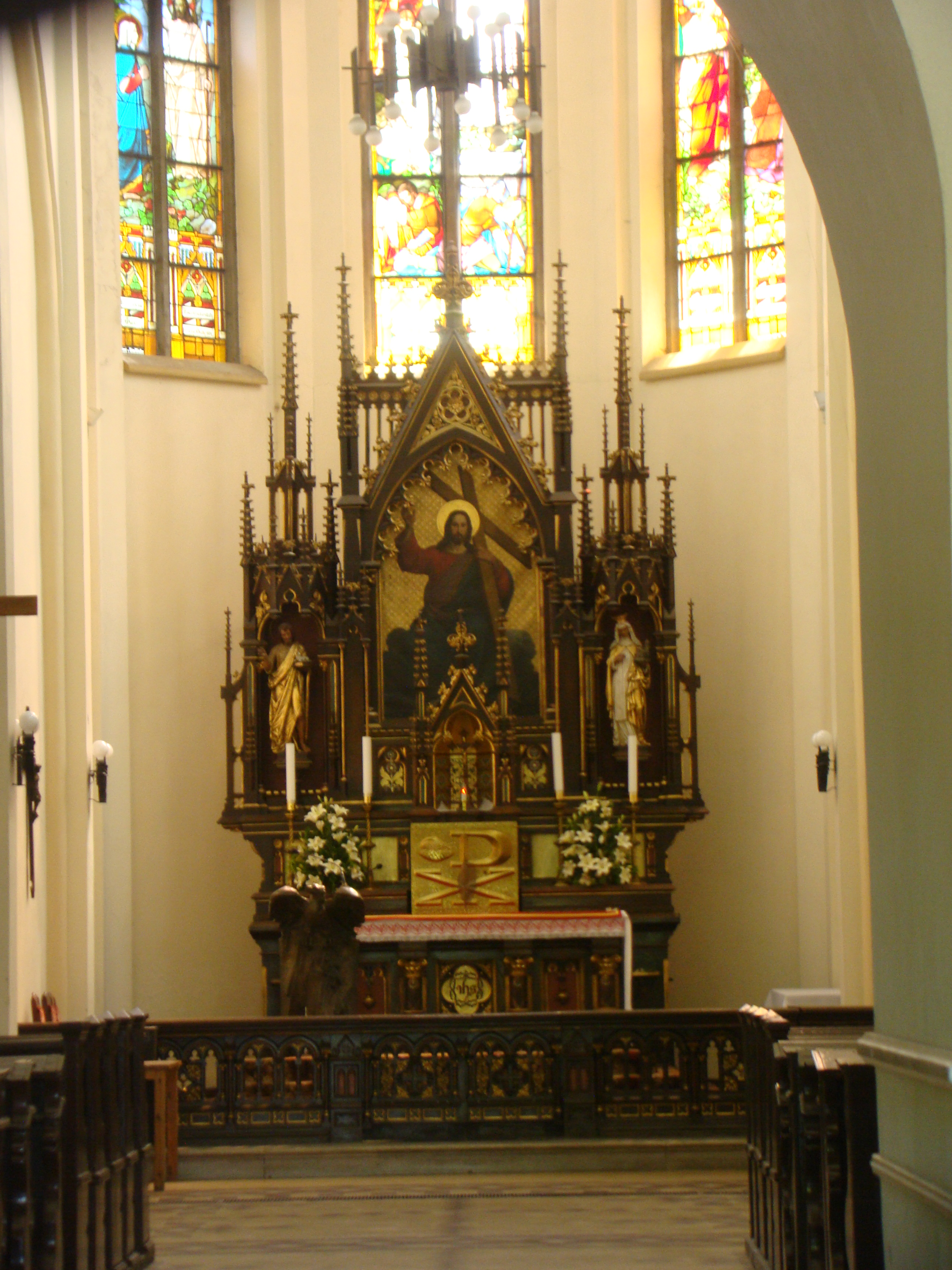
Ołtarz (2014)

Jest to świątynia wybudowana w latach 1893–1896 według projektu Juliusza Kapackiego. Kościół jest malowniczo położony, silnie jest rozczłonkowany, posiada trzy nawy, został wzniesiony na planie prostokąta, posiada węższe prezbiterium zamknięte trójbocznie. Od południa i północy są umieszczone prostokątne kruchty, od strony północnej prezbiterium znajduje się zamknięta trójbocznie zakrystia. Bryła świątyni w dolnych partiach jest czworoboczna, natomiast powyżej – ośmioboczna, posiada dominującą wieżę nakrytą spiczastym ostrosłupowym dachem hełmowym z latarnią w zwieńczeniu. Nawy są rozmieszczone w układzie bazylikowym, kruchty i zakrystia – są niższe. Świątynia w całości jest wzmocniona przyporami. Kościół jest murowany, został zbudowany z cegły, posiada ceglane bogate detale architektoniczne (sterczyny, filarki, wimpergi, nadwieszone fryzy arkadkowe). Fasada świątyni jest trójdzielna, dwupoziomowa, posiada wysunięty ażurowy ryzalit, jest przepruta ostrołukowymi arkadami i zwieńczona jest wimpergami z licznymi sterczynami. W górnej części są umieszczone wnęki z rzeźbiarskimi grupami trzech stacji drogi krzyżowej.